# هاینیتسه
هاینیتسه (به چکی: Hajnice) یک منطقهٔ مسکونی در جمهوری چک است که در منطقه تروتنوف واقع شده‌است.